# Новочеркаське (Казахстан)
Новочерка́ське (каз. Новочеркасское) — село у складі Астраханського району Акмолинської області Казахстану. Адміністративний центр Новочеркаського сільського округу.
Населення — 972 особи (2021; 1348 у 2009, 1471 у 1999, 1658 у 1989).
Національний склад станом на 1989 рік:
- росіяни — 32 %;
- казахи — 29 %;
- німці — 21 %.